# 12 anys d'esclavitud
12 anys d'esclavitud (títol original en anglès, 12 Years a Slave) és una pel·lícula britanoestatunidenca d'èpica històrica i dramàtica de 2013 dirigida per Steve McQueen i protagonitzada per Chiwetel Ejiofor i Michael Fassbender. La cinta està basada en l'autobiografia del 1853 de Solomon Northup, un home negre lliure que va ser segrestat el 1841 a Washington DC i venut com a esclau.
A Catalunya, la pel·lícula es va estrenar el 13 de desembre de 2013 amb 13 còpies en català.

## Argument
El 1861, en dies previs a la Guerra de Secessió, Solomon Northup (Chiwetel Ejiofor) viu a Saratoga Springs amb la seva dona i dos fills com un home negre lliure. Dos homes blancs (Scoot McNairy i Taran Killam) li ofereixen feina com a violinista a Washington. Solomon s'acomiada de la seva família per una estada que només ha de durar unes setmanes. Tanmateix, quan, durant el seu últim dia a Washington, celebra l'èxit de la seva música sopant amb els dos homes que l'han contractat, aquests el droguen. L'endemà, els dos homes ja no hi són i ell es troba sense documentació ni diners en un calabós i lligat amb cadenes a punt per ser enviat al sud del país per ser venut com esclau.

## Repartiment
- Chiwetel Ejiofor: Solomon Northup
- Michael Fassbender: Edwin Epps
- Lupita Nyong'o: Patsey
- Sarah Paulson: Mary Epps
- Benedict Cumberbatch: William Ford
- Brad Pitt: Samuel Bass
- Paul Giamatti: Theophilus Freeman
- Quvenzhané Wallis: Margaret Northup
- Ruth Negga: Celeste (no surt als crèdits)

## Premis i nominacions

### Premis
- 2014: Oscar a la millor pel·lícula
- 2014: Oscar a la millor actriu secundària per Lupita Nyong'o
- 2014: Oscar al millor guió adaptat per John Ridley
- 2014: Globus d'Or a la millor pel·lícula dramàtica
- 2014: BAFTA a la millor pel·lícula
- 2014: BAFTA al millor actor per Chiwetel Ejiofor

### Nominacions
- 2014: Oscar al millor director per Steve McQueen
- 2014: Oscar al millor actor per Chiwetel Ejiofor
- 2014: Oscar al millor actor secundari per Michael Fassbender
- 2014: Oscar al millor vestuari per Patricia Norris
- 2014: Oscar al millor muntatge per Joe Walker
- 2014: Oscar a la millor direcció artística per Adam Stockhausen i Alice Baker
- 2014: Globus d'Or al millor director per Steve McQueen
- 2014: Globus d'Or al millor actor dramàtic per Chiwetel Ejiofor
- 2014: Globus d'Or al millor actor secundari per Michael Fassbender
- 2014: Globus d'Or a la millor actriu secundària per Lupita Nyong'o
- 2014: Globus d'Or al millor guió per John Ridley
- 2014: Globus d'Or a la millor banda sonora per Hans Zimmer
- 2014: BAFTA al millor director per Steve McQueen
- 2014: BAFTA al millor actor secundari per Michael Fassbender
- 2014: BAFTA a la millor actriu secundària per Lupita Nyong'o
- 2014: BAFTA al millor guió adaptat per John Ridley
- 2014: BAFTA a la millor música per Hans Zimmer
- 2014: BAFTA a la millor fotografia per Sean Bobbitt
- 2014: BAFTA al millor muntatge per Joe Walker
- 2014: BAFTA al millor disseny de producció per Adam Stockhausen i Alice Baker